# Джордж Сокоману
Аті Джордж Сокоману (нар. 13 січня 1937) — державний діяч Вануату, перший і третій президент країни. Був обраний президентом (церемоніальна посада) після проголошення незалежності країни 1980 року. Залишив пост у лютому 1984, але був переобраний та відновлений на посаді у березні того ж року. У грудні 1988 усунув від посади тогочасного прем'єр-міністра Волтера Ліні та призначив нового главу уряду, свого племінника Барака Сопе; Верховний суд країни скасував рішення президента вже наступного дня.
У 1993–1996 роках займав пост генерального секретаря Тихоокеанської спільноти.
Нагороджений орденами Заслуг і Британської імперії.